# Jovac (gmina Ćuprija)
Jovac (cyr. Јовац) – wieś w Serbii, w okręgu pomorawskim, w gminie Ćuprija. W 2011 roku liczyła 1080 mieszkańców.